# 289 aC
El 289 aC va ser un any del calendari romà prejulià. A la República i a l'Imperi Romà es coneixia com l'Any del Consolat de Corví i Noctua (o també any 465 ab urbe condita). La denominació «289 aC» per a aquest any s'ha emprat des de l'edat mitjana, quan el calendari Anno Domini va ser el mètode prevalent a Europa per a anomenar els anys.

## Esdeveniments

### Antiga grècia
- Pirros, rei de l'Epir, s'havia casat amb Lanassa, la filla d'Agàtocles de Siracusa, que va obtenir Còrcira com a dot. Lanassa per les infidelitats del seu marit, es va retirar a Còrcira, i va cridar Demetri Poliorceta, que va envair l'Epir, sense oposició. Lanassa li entrega Còrcira i li ofereix la seva mà. Pirros retorna a Epir i Demetri es retira cap a Macedònia.[2][3]
- Pantauc d'Aloros, militar macedoni, és designat per defensar Etòlia contra Pirros de l'Epir. Quan Pirros s'acosta, Pantauc li presenta batalla, però és derrotat i resulta ferit. El seu exèrcit és completament desfet. Probablement va morir de les ferides, però se'n desconeix el destí final.[4][5]

### Sicília
- A la mort d'Agàtocles de Siracusa, el seu suposat assassí Menó (es parla també de suïcidi) mata el net del tirà, Arcàgat el jove i pren el comandament de l'exèrcit del mort, que estava assetjant Etna, i es dirigeix a Siracusa. La ciutat envia contra ell a Hicetes amb forces considerables que s'enfronten durant un temps sense resultats decisius. Menó crida en el seu ajut als cartaginesos i Siracusa ha de signar una pau desfavorable.[6]
- Hicetes es converteix en tirà de Siracusa. Fíntias, estableix la tirania sobre Acragant durant el període de confusió que segueix a la mort d'Agàtocles.[7]

### Antiga Roma
- Marc Valeri Màxim Corví i Quint Cedici Noctua són elegits cònsols. El seu nom es troba als Fasti, perquè la pèrdua del llibre corresponent a aquest període de Titus Livi fa que no es conegui res del seu consolat.[8]
- S'estableix una colònia romana a Sena Gallica, a l'Úmbria, una vegada vençuts definitivament els gals sènons.[9]

## Necrològiques
- Agàtocles de Siracusa, tirà de Siracusa i rei de Sicília (nascut l'any 361 aC). El seu net Arcàgat el Jove l'estava enverinant per succeir-lo. Agàtocles va témer que la resta de la família corregués igual sort i envia la seva dona Teoxena i els seus dos fills a Egipte i després es suïcida.[10]
- Menci (data aproximada), filòsof xinès considerat el confucianista més important després del mateix Confuci.[11]